# Hermann Schroeder
Hermann Schroeder (26 mars 1904 - 7 octobre 1984) est un compositeur et musicien d'église allemand.

## Biographie
Schroeder est né à Bernkastel et a passé la plus grande partie de sa vie à travailler en Rhénanie. La famille de sa mère avait des ancêtres communs avec Beethoven. Il étudie de 1926 à 1930 à la Hochschule für Musik Köln, où ses professeurs les plus importants sont Heinrich Lemacher et Walter Braunfels (composition), Hermann Abendroth (direction) et Hans Bachem (orgue).
Ses principaux domaines d'activité en tant que compositeur, chef d'orchestre et organiste étaient complémentaires à son travail de professeur de direction chorale, de contrepoint et de composition. Après avoir obtenu son diplôme du conservatoire, il obtient un poste d'enseignement de la théorie musicale à la Rheinische Musikschule de Cologne. Huit ans plus tard, il devient organiste à la cathédrale de Trèves. Il reste à ce poste jusqu'à la fin de la guerre, en ajoutant le poste de directeur de l'École de musique de Trèves en 1940. Après la guerre, il enseigne le solfège à la Musikhochschule de Cologne à partir de 1946, y devient professeur en 1948 et directeur adjoint en 1958. Il est également lecteur à l'université de Bonn de 1946 à 1973 et maître de conférences à l'université de Cologne de 1956 à 1961. Il a également dirigé divers ensembles semi-professionnels tels que le Bach-Verein Köln et le Rheinischer Kammerchor.
Il a eu Karlheinz Stockhausen comme élève.
Schroeder est décédé le 7 octobre 1984 à Bad Orb à l'âge de 80 ans.

## Compositions
Les principales réalisations de Schroeder en tant que compositeur se trouvent dans la musique d'église catholique, où il a tenté de se libérer du monopole persistant détenu par la musique romantique. Ses œuvres se caractérisent par l'emploi d'éléments médiévaux tels que le chant grégorien, les gammes modales et le fauxbourdon qu'il combinait avec des harmonies composées de quartes et de quintes et quartes et une écriture polyphonique linéaire, parfois atonale du XXe siècle, similaire à celle de Paul Hindemith. Son catalogue comprend beaucoup de musique d'orgue ainsi que des arrangements de chansons folkloriques, des arrangements allemands de l'Ordinaire et du Propre de la Messe et de la musique de chambre (en particulier avec l'orgue).

## Honneurs et récompenses
- Prix Robert Schumann de la Ville de Düsseldorf, 1952.
- Prix des Arts de l'État de Rheinland-Pfalz, 1956.

## Catalogue des œuvres

### Opéra
- Hero und Leander, opéra en six scènes d'après Des Meeres und der Liebe Wellen de Franz Grillparzer (1944-1950).

### Musique chorale
- Missa dorica, op. 15, pour chœur a capella (1932)
- Missa Gregoriana, pour chœur mixte, chœur d'enfants, congrégation et orgue (1957)

### Musique orchestrale
- Concerto pour orchestre à cordes, op. 25 (1936-1937)
- Symphonie en ré mineur, op. 27 (1940-1941)
- Festliche Musik, pour orchestre à cordes et piano (1955)
- Concerto pour violoncelle et orchestre, op. 24 (1937)
- Concerto pour orgue et orchestre, op. 25 (1938)
- Concerto pour hautbois et orchestre, op. 34 (1955)
- Concerto pour piano et orchestre, op. 35 (1955-1956)
- Concerto pour violon et orchestre (1956)
- Concerto pour flûte et orchestre, op. 37 (1958)
- Veni creator Spiritus, hymne pour grand orchestre, Op. 39 (1961-1962)
- Concerto pour 2 violons et orchestre, Op. 41 (1965)
- Concertino pour piano et vents, op. 42 (1966)
- Concerto pour alto et orchestre, op. 45 (1970)
- Capriccio a due tempi, pour orchestre (1972)
- Concerto pour clarinette et orchestre, op. 47 (1973)
- Concerto pour trompette et orchestre, op. 53 (1973)
- Concertino pour clarinette et orchestre à cordes, op. 54 (1978)

### Orgue seul
- Toccata, Op. 5a (1930)
- Fantaisie, Op. 5b (1930)
- Prélude et Fugue sur Christ lag à Todesbanden (1930)
- Kleine Präludien und Intermezzi, Op. 9 (1931)
- Sechs Orgelchoräle über altdeutsche geistliche Volkslieder, Op. 11 (1933)
- Die Marianischen Antiphonen (1953)
- Präambeln und Interludien (1953)
- Fantaisie sur le choral O heiligste Dreifaltigkeit (1955)
- Sonate n°1 (1956)
- Partita sur le Veni creator Spiritus (1958)
- Kleine Intraden (1959)
- Pezzi piccoli (1959)
- Orgel-Ordinarium "Cunctipotens genitor Deus" (1962)
- Orgel-Choräle im Kirchenjahr (1963)
- Sonate n° 2 (1963-1964)
- Gregorianische Miniaturen (1965)
- Sonate n°3 (1967)
- Orgel Mosaiken (1969)
- Zwölf Orgelchoräle für die Weihnachtszeit (1970)
- Motiv-Varianten (1972)
- Septenarium (1973)
- Te Deum Trevirense (1973)
- Proprium pro organo (1974)
- Ordinarium pro organo (1976)
- Concerto piccolo pour organo solo (1977)
- Trilogien zu Chorälen (1977)
- Fünf Skizzen (1978)
- Zyklus aus Inventionen (1978)
- Sonatine (1979)
- Chorale Toccata Omnium sanctorum (1980)
- Variationen zu einem eigenen Psalmton (1980)
- Beethoven-Variationen, Meditationen Variationen zu einem eigenen zum Dankgesang in der lydischen Tonart aus L. van Beethovens Streichquartett Op. 132 (1980-1981)
- Variations sur Stille Nacht, heilige Nacht (1982)
- Mixture à cinq (1983)
- Musik für Orgel (1983)
- Suite concertante (1983)
- Zehn Introduktionen zu Festtags-Introiten (1983)
- Concerto da chiesa (1984)
- Pezzi speciali (1984)

### Musique de chambre
- Trio à cordes no. 1, pour violon, alto et violoncelle, en mi mineur, op. 14, n°1 (1933)
- Quatuor no. 1, pour quatuor à cordes, en ut mineur, op. 26 (1939)
- Trio à cordes no. 2, pour 2 violons et alto, op. 14, n°2 (1942)
- Duo pour violon et piano, op. 28 (1942)
- Quatuor no. 2, pour quatuor à cordes, op. 32 (1952)
- Trio avec piano no. 1, pour violon, violoncelle et piano, op. 33 (1954)
- Sextuor pour piano et vents, op. 36 (1957)
- Quatuor no. 3, pour hautbois, violon, alto et violoncelle, op. 38 (1959)
- Sonate pour violon seul (1960)
- Sonate pour hautbois et piano (1962)
- Trio avec piano no. 2, pour violon, cor et piano, op. 40 (1964)
- Trio avec piano no. 3, pour clarinette, violoncelle et piano, op. 43 (1967)
- Quatuor no. 4, pour quatuor à cordes, op. 44 (1968)
- Sonate pour flûte seule (1971)
- Sonate pour hautbois seul (1970)
- Sonate pour clarinette seule (1970)
- Sonate pour basson solo (1970)
- Sonate pour trompette seule (1970)
- Sonate pour cor seul (1971)
- Sonate pour violon et piano (1971)
- Sonate pour trombone seul (1972)
- Sextuor pour 2 clarinettes, 2 cors et 2 bassons, Op. 49 (1973)
- Quintette pour clarinette et cordes, Op. 48 (1974)
- Quintette à vent, op. 50 (1974)
- Sonate pour violoncelle seul (1974)
- Sonate pour alto seul (1974)
- Sonate pour violoncelle et piano (1974)
- Sonate pour contrebasse seule (1975)
- Trio de cordes no. 3, pour violon, alto et violoncelle, op. 52 (1976)
- Duo pour violon et alto (1979)
- Quatuor no. 5, pour quatuor à cordes, op. 55 (1978)
- Sonate pour clarinette et piano (1979)

### Musique de chambre avec orgue
- Prélude, Canzona et Rondo, pour violon et orgue (1938)
- Fünf Stücke, pour violon et orgue (1953)
- Concertino pour violon, hautbois et orgue (1966)
- Sonate, pour violoncelle et orgue (1966)
- Duplum, pour clavecin et orgue (1967)
- Duo da chiesa, pour violon et orgue (1970)
- Drei Dialoge, pour hautbois et orgue, (1972)
- Sonate pour trompette et orgue (1974)
- Sonate, pour hautbois et orgue (1977)
- Sonate, pour flûte et orgue (1977)
- Cum organo et tubis, concertino pour orgue, deux trompettes et trois trombones (1975)
- Wachet auf, ruft uns die Stimme, versets pour trompette et orgue sur l'hymne de Philipp Nicolai (1980)
- Impromptu, pour trompette et orgue (1982)
- Intrada a due, pour 2 trompettes et orgue (1982)